# Vlag van Sittard-Geleen

Vlag van de gemeente Sittard-Geleen

Het is niet bekend of de vlag van Sittard-Geleen is officieel is vast gesteld. De Limburgse fusiegemeente Sittard-Geleen voert sinds het ontstaan 2001 een logovlag, die het gemeentelogo toont met belettering op een geel-groene achtergrond met donkerblauwe, lichtblauwe en lichtgroene rechthoeken. Logovlaggen worden niet opgenomen in het vlaggenregister van de Hoge Raad van Adel. Deze vlaggen kunnen wel een officiële status hebben als ze bij besluit door de gemeenteraad zijn aangenomen, maar dit gebeurt vaak ook niet. 

Beek 
· Beekdaelen 
· Beesel 
· Bergen 
· Brunssum 
· Echt-Susteren 
· Eijsden-Margraten 
· Gennep 
· Gulpen-Wittem 
· Heerlen 
· Horst aan de Maas 
· Kerkrade 
· Landgraaf 
· Leudal 
· Maasgouw 
· Maastricht 
· Meerssen 
· Mook en Middelaar 
· Nederweert 
· Peel en Maas 
· Roerdalen 
· Roermond 
· Simpelveld 
· Sittard-Geleen 
· Stein 
· Vaals 
· Valkenburg aan de Geul 
· Venlo 
· Venray 
· Voerendaal 
· Weert